# Margaret Wambui
Margaret Nyairera Wambui (15 settembre 1995) è una mezzofondista e velocista keniota.

## Palmarès
| Anno | Manifestazione          | Sede           | Evento      | Risultato | Prestazione | Note                                     |
| ---- | ----------------------- | -------------- | ----------- | --------- | ----------- | ---------------------------------------- |
| 2014 | Mondiali juniores       | Eugene         | 800 m piani | Oro       | 2'00"49     | Miglior prestazione personale            |
| 2015 | Mondiali                | Pechino        | 800 m piani | Batteria  | 2'03"52     |                                          |
| 2016 | Mondiali indoor         | Portland       | 800 m piani | Bronzo    | 2'00"44     | Miglior prestazione personale stagionale |
| 2016 | Campionati africani     | Durban         | 400 m piani | Argento   | 52"24       |                                          |
| 2016 | Campionati africani     | Durban         | 4×400 m     | Bronzo    | 3'30"21     |                                          |
| 2016 | Giochi olimpici         | Rio de Janeiro | 800 m piani | Bronzo    | 1'56"89     | Miglior prestazione personale            |
| 2017 | Mondiali                | Londra         | 800 m piani | 4ª        | 1'57"54     |                                          |
| 2018 | Mondiali indoor         | Birmingham     | 800 m piani | Batteria  | dq          |                                          |
| 2018 | Giochi del Commonwealth | Gold Coast     | 800 m piani | Argento   | 1'58"07     |                                          |
| 2018 | Campionati africani     | Asaba          | 800 m piani | Finale    | dnf         |                                          |